# Bíblia de Leão de 960

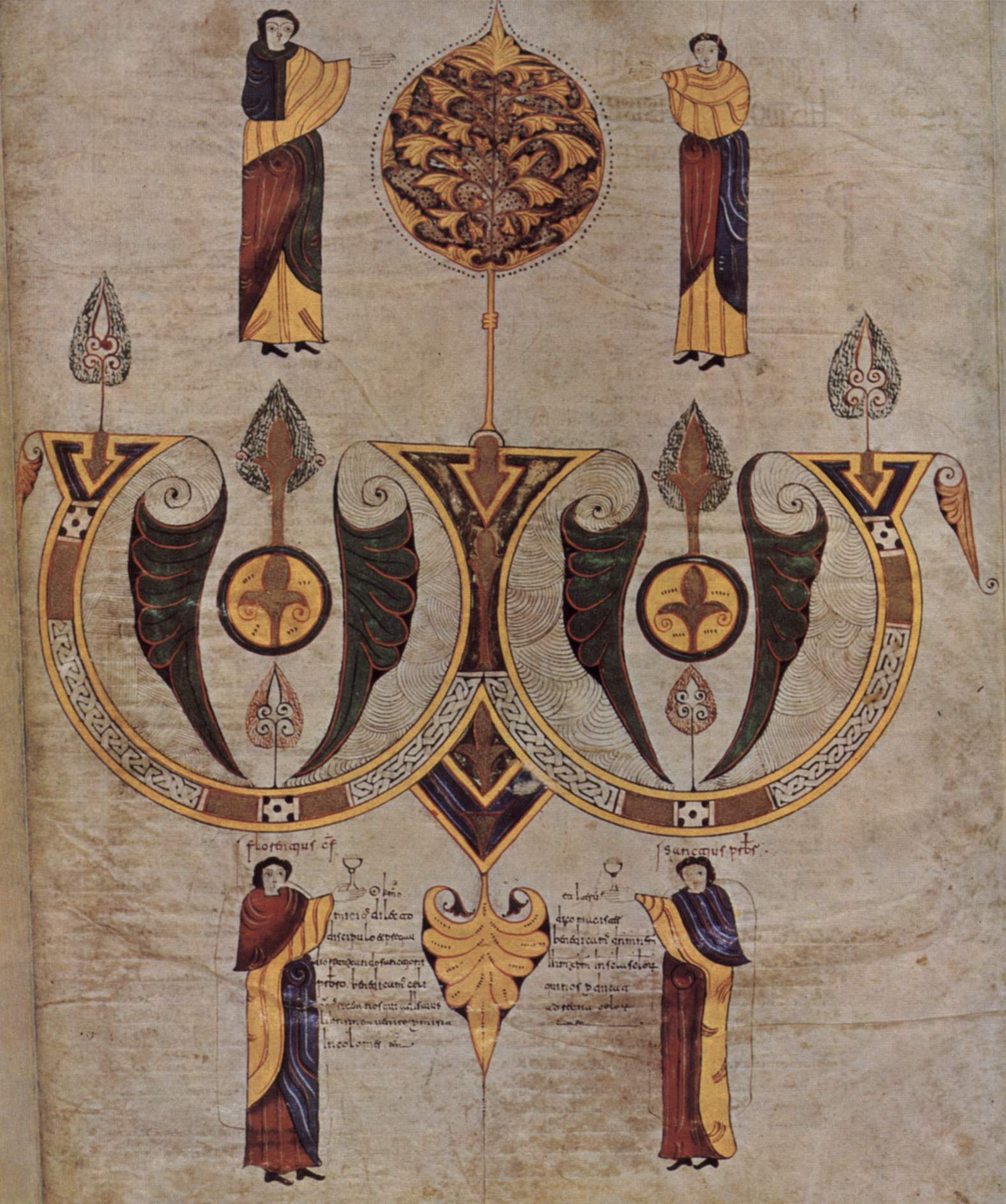
Omega (folio 514, recto).

A Bíblia de Leão de 960 (ou Codex Biblicus Legionensis) é uma Bíblia manuscrita, copiada e iluminada em 960 no Monastério de Valeranica, em Tordómar. O manuscrito se encontra atualmente na Basílica de Santo Isidoro, em León, na Espanha. O motivo de ter sido transferido de Tordómar para León é desconhecido, porém, como o monastério onde foi copiada não existe desde o século X, ele pode ter sido levado para León no século XI como uma doação de Fernando I de Leão e sua esposa Sancha, os patronos da Basílica.
O cólofon do manuscrito apresenta informações de que a Bíblia teria sido finalizada no monastério de Valeranica em 19 de Junho de 960 e que havia sido copiada e iluminada por um amanuense chamado Sanctus e seu mestre Florêncio de Valeranica. Em uma iluminura, os dois aparecem juntos debaixo de um grande ômega, que pode ter sido iluminado a partir de influências islâmicas.